# 農業土木コンサルタント
農業土木コンサルタント（のうぎょうどぼくコンサルタント）とは、農業を営む際に必要な諸施設を構築する農業土木関連の技術業務を遂行する技術コンサルタント。生産のための農地整備や農業従事者の生産向上のための事業、食料安定供給に寄与するために、農業土木学の知識をベースに事業展開する。

## 関連資格
農業土木コンサルタントは技術者ならびに技術者集団であるが、関連資格として設けられているものに、技術士農業部門農業土木、技術士総合技術監理部門農業土木、農業土木技術管理士、RCCM(シビルコンサルティングマネージャー、農業土木部門)、土地改良専門技術者、畑地かんがい技士、畑地かんがい技士補、土地改良補償業務管理者、上級農業集落排水計画設計士、農業集落排水計画設計士、農業水利施設機能総合診断士、農業水利施設補修工事品質管理士、農村災害復旧専門技術者などがあり、農林水産省などの農政事業における管理技術者用件では、農業土木技術管理士が定められている。

## 業務内容
土地改良やほ場整備関連の農業用道路整備、用水路、暗渠排水の調査及び設計、用地確定測量、農地造成・改良山成工からボックスカルバート、擁壁、ベンチフリュームから畑地灌漑、パイプライン等といった農業土木構造物の調査・設計、農業水利コンクリート構造物の補修、農村整備事業から送水幹線水路など一連計画設計、埋立など補償を伴う諸問題の調査・土地改良区や地元漁業協同組合、農業協同組合との協議、
農村整備や集落排水系統の調査計画及び設計、管理、
施設の設計に伴う設計監理業務委託、
さらには地域開発、水管理システムの研究、用水地区策定支援や用水施設検索システムデータ作成業務、データベース構築等からこれらの技術支援と技術を応用したグリーンビジネス推進といった類のものまで、農業土木事業全般をカバーする。

## おもな事業者
- ＮＴＣインターナショナル株式会社 - 東京都
- NTCコンサルタンツ株式会社（旧太陽コンサルタンツを統合）  -
- アート技研株式会社 - 沖縄県
- アイケイ工事株式会社 - 東京都
- 朝日コンサルタンツ株式会社 - 富山県
- 朝日測量株式会社 - 奈良県
- 東和工研株式会社 - 北海道
- アラヤ総合設計株式会社 - 北海道
- アルスマエヤ株式会社 - 北海道
- アローコンサルタント株式会社  - 愛知県
- 日化エンジニアリング株式会社  - 大阪
- 海邦環境プランニング株式会社 - 沖縄県
- エーブルコンサルタンツ株式会社 - 石川県
- 大井調査設計株式会社 - 岐阜県
- 大江設計株式会社 - 山形県
- 沖縄基礎株式会社 - 沖縄県
- 株式会社アース・プランニング - 香川県
- 株式会社アーステクノ - 鹿児島
- 株式会社アール企画 - 鳥取県
- 株式会社アイテック - 新潟県
- 株式会社葵エンジニアリング  - 愛知県
- 株式会社朝日開発 - 石川県
- 株式会社朝日建設コンサルタント - 沖縄県
- 株式会社朝日設計 - 大分県
- 株式会社あさひ測量設計事務所 - 新潟県
- 株式会社アジム測量設計 - 大分県
- 株式会社あすもり建設コンサルタント - 沖縄県
- 株式会社ありあけ測量設計 - 鹿児島
- 株式会社アルト技研 - 北海道
- 株式会社アルファ技研 - 北海道
- 株式会社アルファ日産 - 愛知県
- 株式会社安藤調査設計事務所 - 愛知県
- 株式会社イーエス総合研究所 - 北海道
- 株式会社彩都コンサルタント - 埼玉県
- 株式会社インデックス - 大分県
- 株式会社ウヱノ - 長崎県
- 株式会社永大開発コンサルタント - 福岡県
- 株式会社エイチテック - 広島県
- 株式会社エース設計コンサルタント - 香川県
- 株式会社海老原測量設計コンサルタント - 宮崎県
- 株式会社エムアンドワイコンサルタント - 埼玉県
- 株式会社大江設計 - 宮城県
- 株式会社オークスコンサルタント - 熊本県
- 株式会社オーテーシー - 東京都
- 株式会社沖縄設計センター - 沖縄県
- 株式会社沖縄高崎コンサルタント - 沖縄県
- 株式会社沖橋エンジニアリング - 沖縄県
- 株式会社香島コンサルタント - 北海道
- 株式会社金沢総合コンサルタンツ - 山形県
- 株式会社環境公害研究センター - 石川県
- 株式会社環境プラン - 沖縄県
- 株式会社環境保全サイエンス - 北海道
- 株式会社北伸技術 - 新潟県
- 株式会社北光技術 - 宮城県
- 株式会社北開水工コンサルタント - 北海道
- 株式会社北開測地 - 北海道
- 株式会社キャンバス - 宮城県
- 株式会社九英 - 熊本県
- 株式会社協立 - 福岡県
- 株式会社協和 - 富山県
- 株式会社共和コンサルタンツ - 宮崎県
- 株式会社協和コンサルタント - 北海道
- 株式会社グリーン - 静岡県
- 株式会社小出コンサルタント - 北海道
- 株式会社興武測量設計 - 沖縄県
- 株式会社河野測量設計 - 大分県
- 株式会社興洋エンジニアリング - 沖縄県
- 株式会社興和技術コンサルタント - 秋田県
- 株式会社国際創建コンサルタント  - 千葉県
- 株式会社国土技術コンサルタンツ - 鹿児島
- 株式会社国土地建 - 滋賀県
- 株式会社コスモエンジニアリング - 宮崎県
- 株式会社小林設計工務店 - 福岡県
- 株式会社小林設計事務所 - 新潟県
- 株式会社コバルト技建 - 鹿児島
- 株式会社コンサルタントカワチ - 三重県
- 株式会社サーヴェイ・プラン - 宮城県
- 株式会社桜井測量 - 北海道
- 株式会社三愛設計 - 愛知県
- 株式会社三幸測量設計社 - 北海道
- 株式会社三祐コンサルタンツ  - 愛知県
- 株式会社三和技術 - 青森県
- 株式会社シーマコンサルタント - 福岡県
- 株式会社ジオ・クリニック - 滋賀県
- 株式会社城西エンジニアリング - 宮崎県
- 株式会社翔土木設計 - 沖縄県
- 株式会社白浜測量設計 - 宮崎県
- 株式会社ジルコ  - 東京都
- 株式会社新栄技術 - 新潟県
- 株式会社信越測量設計 - 新潟県
- 株式会社新生建設コンサルタント - 沖縄県
- 株式会社新地域計画コンサルタント - 兵庫県
- 株式会社菅野測量設計 - 山形県
- 株式会社セ・プラン - 北海道
- 株式会社センソクコンサルタント - 宮城県
- 株式会社仙南測量設計 - 宮城県
- 株式会社総合技術研究所 - 鹿児島
- 株式会社総合コンサルタンツ - 香川県
- 株式会社創生コンサルタント - 北海道
- 株式会社相和コンサルタント - 岐阜県
- 株式会社第一設計 - 愛知県
- 株式会社第一測量設計 - 青森県
- 株式会社第一測量設計コンサルタント - 長野県
- 株式会社大協測量設計 - 沖縄県
- 株式会社大進精測 - 福島県
- 株式会社大成技術コンサルタント - 山形県
- 株式会社タイセイプラン - 熊本県
- 株式会社大知企画コンサルタント - 沖縄県
- 株式会社太陽設計 - 富山県
- 株式会社大平総合プラン - 熊本県
- 株式会社高和建設コンサルタント - 宮城県
- 株式会社滝口測量設計 - 静岡県
- 株式会社田幸技健コンサルタント - 沖縄県
- 株式会社建技 - 富山県
- 株式会社田中設計 - 滋賀県
- 株式会社玉井設計舎 - 千葉県
- 株式会社タマルコンサルタント - 広島県
- 株式会社地域計画センター - 北海道
- 株式会社地球技研コンサルタント - 東京都
- 株式会社中央測量設計 - 岩手県
- 株式会社東邦建設コンサルタント - 沖縄県
- 株式会社東北プランニング - 岩手県
- 株式会社藤和測量設計 - 秋田県
- 株式会社都城測量 - 宮崎県
- 株式会社ドボク管理 - 北海道
- 株式会社長崎測量設計 - 長崎県
- 株式会社南生測量設計 - 鹿児島
- 株式会社新潟測量調査設計事務所 - 新潟県
- 株式会社錦城測量設計 - 鹿児島
- 株式会社日研コンサル - 長野県
- 株式会社日東調査設計 - 福井県
- 株式会社日豊測量設計 - 宮崎県
- 株式会社日本水工コンサルタント  - 埼玉県
- 株式会社日本精測コンサルタント - 埼玉県
- 株式会社日本測地コンサルタント - 福島県
- 株式会社ネオグローブ - 長崎県
- 株式会社農土コンサル - 北海道
- 株式会社萩原技研 - 鹿児島
- 株式会社八州コンサルタント - 茨城県
- 株式会社パブリックコンサルタント - 熊本県
- 株式会社濱設計 - 沖縄県
- 株式会社バンス - 兵庫県
- 株式会社日化技研 - 鳥取県
- 株式会社東信設計コンサルタント - 埼玉県
- 株式会社ビガロプランテクノ - 沖縄県
- 株式会社日田プランニング - 熊本県
- 株式会社平山電気商会 - 新潟県
- 株式会社福田測量社 - 三重県
- 株式会社富士測地開発 - 宮城県
- 株式会社藤森測量設計 - 岩手県
- 株式会社フタバ設計 - 福岡県
- 株式会社フロンティア技研 - 北海道
- 株式会社防災技術コンサルタント - 岩手県
- 株式会社北辰計画 - 新潟県
- 株式会社北部測量設計 - 秋田県
- 株式会社北海道朝日航洋 - 北海道
- 株式会社北海道農業建設コンサルタント - 北海道

## 研究機関・関連学会
- 財団法人日本水土総合研究所（日本農業土木総合研究所）
- 独立行政法人農業・食品産業技術総合研究機構農村工学研究所
- 農業農村工学会 （旧農業土木学会）